# Shiogama
Shiogama (japanska: 塩竈市?, Shiogama-shi) är en stad i Miyagi prefektur i Japan. Staden fick stadsrättigheter 1941.